# Jiřina Adamcová
Jiřina Adamcová (6. června 1927 Rudlice u Znojma – 1. února 2019 Praha) byla česká akademická malířka a grafička.

## Životopis
Mládí prožila v Kyjově, kde navštěvovala reálné gymnázium. V letech 1946–1950 studovala na Akademii výtvarných umění v Praze (Grafická škola prof. Vladimíra Pukla). Byla členkou Svazu čs. výtvarných umělců (od roku 1952), Unie výtvarných umělců a Asociace volné grafiky. V letech 1950–1952 byla výtvarnou redaktorkou časopisu Květy. Pracovala v oboru grafiky a ilustrace, věnovala se zejména technice volně řezaného plošného linorytu. Žila v Praze.

## Dílo
Na počátku své tvorby se kromě grafiky věnovala ilustrační tvorbě. V grafických technikách se jednalo zpočátku o dřevořez a dřevoryt, posléze o linoryt, kterému zůstala věrná.
Po roce 1960 se zaměřila na monumentální tvorbu. V rozmezí dvaceti let realizovala přes třicet děl pro interiéry i exteriéry. Vznikly realizace v různých materiálech, převážně v kamenné a sklo mozaice. Zároveň vypovídá o světě v rozměrných cyklech linorytů. Od začátku let osmdesátých se obrátila ke sdělení duchovního zaměření, k inspiraci z Bible, Starého a Nového zákona. V tomto světě nalezla své celoživotní poselství. Vznikly grafické cykly: Žalmy, Zázraky, Kázání na hoře. Vytvořila vlastní grafickou techniku, která směřuje k monumentálním formátům, realizovaným v cyklu Žalmy. Vystavovala v Památníku Terezín, který byl jejím magickým místem po celou etapu života a kam se vracela s dalšími velkými výstavami.
Po roce 2000 se věnovala převážně malbě a kombinovaným technikám. Inspirována mnohými cestami a setkáními s francouzskými katedrálami namalovala rozsáhlé cykly Okna k naději a Pocta katedrále. Na tomto cyklu pracovala několik let a vystavovala ho na mnoha výstavách doma i v zahraničí. Vystavovala další cykly maleb: Všichni jsme poutníci, Legendy o sv. Františkovi z Asissi, Andělé a Piety.
V letech 1958–2012 realizovala přes čtyřicet samostatných výstav. Její grafika a malby byly zastoupeny na mnoha výstavách v zahraničí.
Zúčastnila se řady mezinárodních výstav. Její díla jsou zastoupena ve sbírkách Národní galerie, krajských galeriích a mnoha institucích.

## Přehled děl

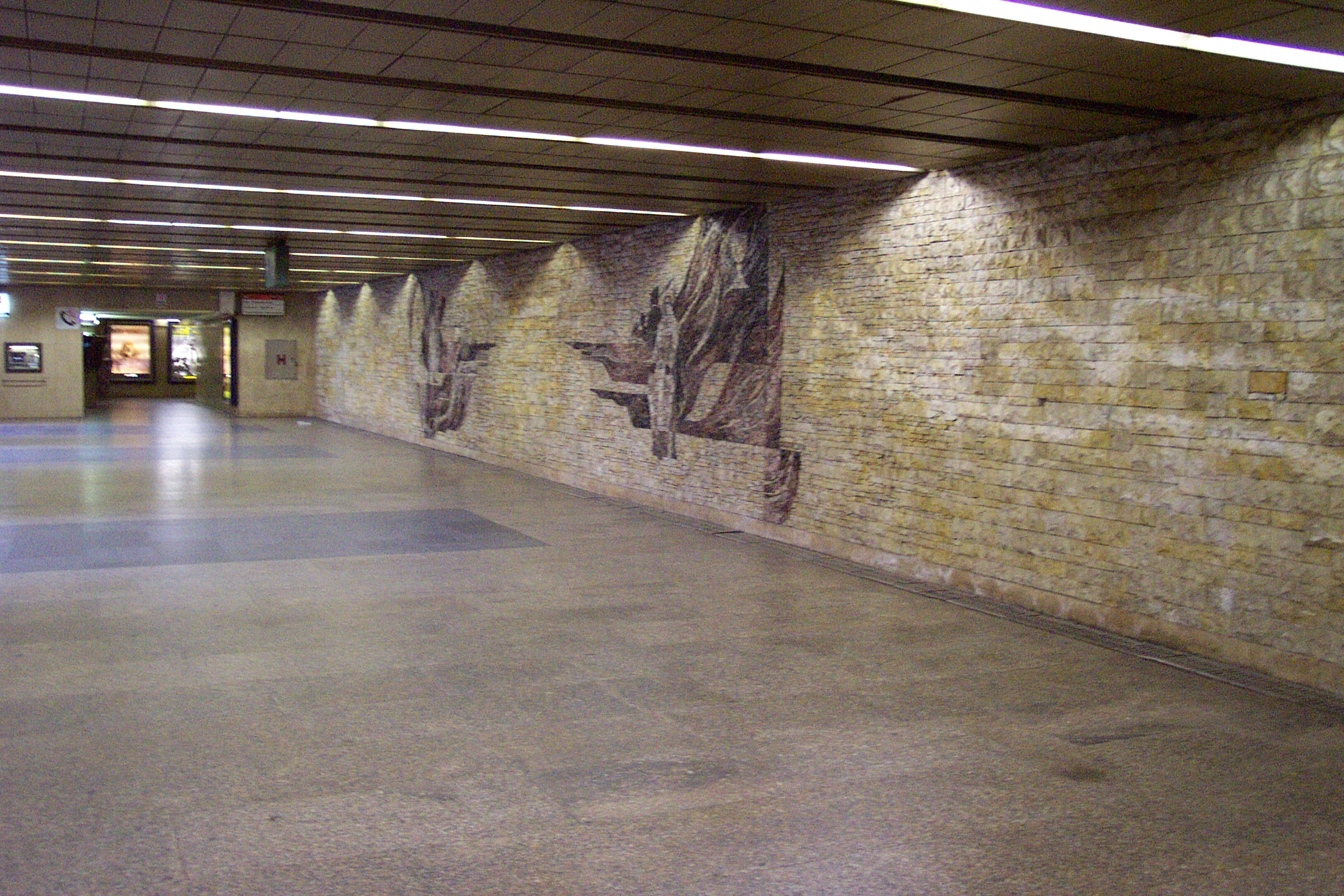
Mozaika Jan Želivský a jeho doba ve vestibulu stanice metra Želivského

- Kamenná mozaika Jan Želivský a jeho doba – stanice metra Želivského, 1980. Na realizaci se podílel také její syn, akademický malíř a grafik, Ing. arch. Jiří Němeček.
- Obřadní síň Praha-Dejvice
- Poštovní přepravní budova Praha
- Dům odborů Svitavy – vestibul
- Kamenná mozaika v obřadní síni v Dejvicích
- Skleněná mozaika v nemocnici Na Homolce v Praze
- Skleněná mozaika – sanatorium Na Homolce
- Skleněná mozaika na stadionu Rošického na Strahově
- V Praze realizovala přes třicet děl v architektuře
- Ilustrace R. Moric – Našiel som vám kamarátov (1960), učebnice pro základní školy aj.
- Obrazy v evangelickém kostele Jana Milíče v Praze-Chodově
- Obrazy v evangelickém kostele v Praze-Braníku
- Obrazy v kostele v Hořovicích
- Obrazy v kostele Nejsvětějšího Salvátora v Praze u Karlova mostu a další
- Ilustrace řady učebnic pro základní školy, beletrii pro děti, knihy poezie.
- Návrhy monumentálních vitráží, mozaik a intarzií do architektury – více než 30 děl.

Věnovala se volné tvorbě (cykly Z rodného kraje, 1980–1981) inspirované biblickými náměty (Žalmy) a vztahem člověka a kosmu (cyklus Planeta Země, 1981–1983).

## Výstavy

### Samostatné výstavy
- 1958 Galerie Luhačovice
- 1961 Galerie U Řečických, Praha
- 1962 Galerie Chrudim
- 1963 Galerie Fronta, Praha
- 1967 Galerie muzea, Svitavy
- 1970 Galerie Letná, Praha
- 1977 Galerie Fronta, Praha
- 1977 Krajská galerie, Hodonín
- 1978 Kulturní dům, Svitavy
- 1982 Galerie Karolina, Praha
- 1983 Galerie Ústí nad Labem
- 1984 Galerie Český spisovatel, Praha
- 1988 Galerie Václava Špály, Praha
- 1990 Okresní muzeum, Svitavy
- 1990 Galerie Platýz, Praha
- 1992 Klub architektů, Praha
- 1995 Památník Terezín
- 1996 Galerie U Křižovníků, Praha
- 1997 Galerie Blansko
- 1999 Památník Terezín
- 2000 Galerie U Křižovníků, Praha
- 2002 Chodovská tvrz, Praha
- 2003 Chodovská tvrz, Praha
- 2004 Domov Sue Ryder, Praha
- 2005 Kostel sv. Salvátora, Praha
- 2005 Muzeum gheta, Terezín
- 2006 Galerie Vyšehrad, Praha
- 2006 Kaple sv. Máří Magdaleny, Mníšek
- 2007 Jihomoravské muzeum Znojmo
- 2007 Galerie Kyjov
- 2008 Klášter u Panny Marie Sněžné, Praha
- 2009 Galerie KD Dobříš
- 2009 Kostel ČCE, Praha - Chodov
- 2009 Kostel ČCE, Hořovice
- 2010 Galerie Kulturního domu Dobříš (s Ericem Wilsonem)
- 2012 Galerie Kyjov
- 2012 Památník Terezín
- 2018 Kostel U Jákobova žebříku, Farní sbor Českobratrské církve evangelické v Praze 8 – Kobylisy

### Mezinárodní výstavy skupinové
- 1976 Bienale Banská Bystrica (Slovensko)
- 1976 Intergraphic Berlin (Německo)
- 1976 Trienale Lublin (Polsko)
- 1984 Bienale Banská Bystrica (Slovensko)
- 1985 Trienale Lublin (Polsko)
- 1988 Bienale Banská Bystrica (Slovensko)
- 1990 Bienale Banská Bystrica (Slovensko)
- 1990 Xylon Schweitzinger (Německo)
- 1991 Xylon Winterthur (Švýcarsko)
- 1991 Trienale Lublin (Polsko)
- 1993 Xylon Montreal Kanada (Kanada)
- 1993 Inter-Contact Graphic Praha-Berlín (Německo)
- 1997 Inter Print Trienal Krakow (Polsko)
- 2000 Inter Bienal Bitola (Republika Makedonie)
- 2000 Inter Trienal Majdanek (Polsko)

### Samostatné výstavy v zahraničí
- 2007, 2008, 2009 Showspace Gallery, Flagstaff, Arizona (USA)